# Azi nu
Azi nu este un film românesc din 2014 regizat de Cristina Iliescu. Rolurile principale au fost interpretate de actorii Adina Lucaciu, Andrei Aradits, Maria Rădoi.

## Distribuție
- Andrei Aradits
- Adina Lucaciu — Iulia
- Maria Rădoi — Maria